# Colibri cora
Thaumastura cora
Genre
Espèce
Statut de conservation UICN

 LC  : Préoccupation mineure
Statut CITES
Répartition géographique
Le Colibri cora (Thaumastura cora), unique représentant du genre Thaumastura, est une espèce de colibris de la sous-famille des Trochilinae et de la tribu des Mellisugini.

## Distribution
Le Colibri cora est présent au Pérou, dans l'extrême sud de l'Équateur et dans l'extrême nord du Chili à l'ouest des Andes.